# Parafia Miłosierdzia Bożego w Tychach
Parafia Miłosierdzia Bożego – rzymskokatolicka parafia znajdująca się w Tychach. Parafia należy do dekanatu Tychy Stare w archidiecezji katowickiej. W jubileuszowym roku miłosierdzia kościół był kościołem jubileuszowym i jego drzwi główne stały się bramą miłosierdzia. W budynku kościoła mieści się kaplica gdzie odbywa się wieczysta adoracja. W podziękowaniu za rok miłosierdzia anonimowy darczyńca darował rzeźbę Jezusa Miłosiernego, która mieści się na fasadzie kościoła od strony ulicy Asnyka i probostwa.